# Il mare e l'amore
Il mare e l'amore (海は見ていた?, Umi wa miteita, lett. Il mare è stato a guardare) è un film del 2002 diretto da Kei Kumai, basato su due racconti di Shūgorō Yamamoto e su una sceneggiatura di Akira Kurosawa terminata nel 1993.

## Trama
Giappone, XIX secolo. O-Shin è una giovane prostituta di un okabasho (un quartiere a luci rosse), una sera il samurai Fusanosuke entra nella casa di tolleranza chiedendo di potersi rifugiare perché in fuga per aver ferito un altro samurai. O-Shin, dopo averlo accolto e nascosto, s'innamora di lui e, credendo di sposarlo per poter riconquistare la purezza, decide di lasciare i suoi clienti alle altre prostitute della casa. Qualche tempo dopo Fusanosuke ritorna da O-Shin, le rivela che si è riconciliato con la sua famiglia e che è in procinto di sposarsi con la sua fidanzata, questa notizia manda nello sconforto la ragazza.
Tempo dopo O-Shin s'invaghisce nuovamente di un altro uomo, il girovago Ryôsuke. Intanto Kikuno, una prostituta più anziana, riceve una proposta di matrimonio, ma lei è in una complicata situazione con un cliente che la maltratta. Un giorno una tempesta colpisce la cittadina, il livello dell'acqua sale molto rapidamente. Il cliente di Kikuno tenta di derubare le prostitute ma viene ucciso da Ryôsuke, il quale poi fugge via. O-Shin e Kikuno, per salvarsi dall'inondazione, si appostano sul tetto della casa fino a quando giunge Ryôsuke a bordo di una piccola imbarcazione.